# Plutodes connexa
Plutodes connexa là một loài bướm đêm trong họ Geometridae.